# Bezirksklasse Magdeburg-Anhalt 1937/38

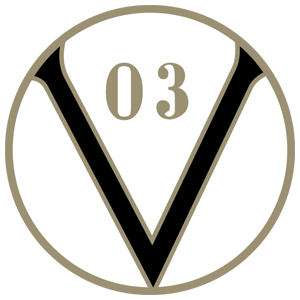
Viktoria 03 Zerbst – Abschied vom Zweitliga-Fußball 1937/38

Die Bezirksklasse Magdeburg-Anhalt 1937/38 war die fünfte Spielzeit der seit 1933 als Unterbau zur Gauliga Mitte fungierenden zweitklassigen Bezirksklasse Magdeburg-Anhalt. Durch das Scheitern von Saxonia Tangermünde in der diesjährigen Aufstiegsrunde  und den gleichzeitigen Abstieg des nun illiquiden Magdeburger FC Viktoria 1896 aus der übergeordneten Gauliga, wurde die Klasse nach längerer Zeit wieder mit zwölf Vereinen ausgespielt. Gefeierter Meister wurde zum ersten Mal, der FV Fortuna Magdeburg, der sich dann später in der anschließenden Relegationsrunde als Zweitplatzierter für die höhere Liga qualifizierte. Dabei absolvierte der Verein seine Heimspiele in ihrer neuen Heimstätte: Am Schöppensteg, weil ihr altes Domizil an der Rothenseer Straße der Errichtung einer Wohnsiedlung weichen musste. Der SV Wacker Bernburg beeindruckte als Neuling und landete mit nur einem Punkt Rückstand auf dem zweiten Rang und lieferte dem großen Favoriten und allen Interessierten ein eindrucksvolles Kopf-an-Kopf-Rennen bis zum letzten Spieltag. Die Thalenser Neulinge schlugen sich ebenfalls äußerst achtbar und hielten standhaft die Klasse, wenn auch sehr knapp. Viktoria 03 Zerbst verabschiedete sich in dieser Saison für immer vom Zweitliga-Fußball. Der überforderte VfB 1906 Schönebeck enttäuschte chancenlos und taumelte schon frühzeitig und ohne jede Aussicht auf ein Ticket für die nächste Spielzeit am Ende des 12er-Feldes dem ungewollten Kreisklassen-Fußball entgegen. Dafür entlohnte die Saison aber mit purer Spannung, dargeboten durch die vier starken Protagonisten der end-saisonalen Tabellen-Spitze.
Dem SV 09 Staßfurt und der Germania aus Wernigerode, vor Jahresfrist zusammen abgestiegen, gelang der sortige Tandem-Wiederaufstieg.

## Abschlusstabelle
Tabellen, Zahlen und Resultate sind aus den im Unterpunkt Quellen notierten Zeitungen entnommen.
Gespielte Spiele: 132 / Erzielte Tore: 637

(5. Spielzeit – Saison-Beginn: 05.09.1937)
| Pl. | Verein                         | Sp. | Tore  | Quote | Punkte |
| --- | ------------------------------ | --- | ----- | ----- | ------ |
| 01. | FV Fortuna Magdeburg           | 22  | 66:29 | 2,27  | 29:15  |
| 02. | SV Wacker Bernburg (N)         | 22  | 60:44 | 1,36  | 28:16  |
| 03. | VfL Viktoria-Neustadt 1860 (A) | 22  | 52:48 | 1,08  | 27:17  |
| 04. | Saxonia 07 Tangermünde (M)     | 22  | 60:56 | 1,07  | 27:17  |
| 05. | FC 1915 Mildensee              | 22  | 41:42 | 0,97  | 23:21  |
| 06. | FC Viktoria 09 Stendal         | 22  | 63:46 | 1,37  | 22:22  |
| 07. | MSC Preußen 99                 | 22  | 55:49 | 1,12  | 21:23  |
| 08. | FC Preußen 02 Burg             | 22  | 56:52 | 1,07  | 21:23  |
| 09. | FC Germania Halberstadt        | 22  | 45:56 | 0,80  | 20:24  |
| 10. | SpVgg 04 Thale (N)             | 22  | 46:64 | 0,71  | 20:24  |
| 11. | SV Viktoria 03 Zerbst          | 22  | 52:62 | 0,83  | 19:25  |
| 12. | VfB 1906 Schönebeck            | 22  | 41:89 | 0,46  | 7:37   |

| (M) | Titelverteidiger des Vorjahres     |
| (A) | Absteiger aus der Gauliga Mitte    |
| (N) | Aufsteiger aus den 1. Kreisklassen |

(bei Punktgleichheit entschied in allen Klassen und Runden jeweils der Torquotient über die Tabellen-Platzierung)

## Aufstiegsrunde
In der Aufstiegsrunde spielten die 4 Gewinner der einzelnen 1. Kreisklassen um die beiden Aufstiegsplätze zur Bezirksklasse Magdeburg-Anhalt 1938/39.
Gespielte Spiele: 12 / Erzielte Tore: 53 /  Ausspielung: 08.05. – 03.07.1938

SV 09 Staßfurt – Prompte Rückkehr in die gewohnte Liga 1937/38

| Pl. | Verein                                             | Sp. | Tore  | Quote | Punkte |
| --- | -------------------------------------------------- | --- | ----- | ----- | ------ |
| 1.  | SV 09 Staßfurt (Sieger Kreisklasse Anhalt)         | 6   | 12:10 | 1,20  | 8:4    |
| 2.  | VfL Germania Wernigerode (Sieger Kreisklasse Harz) | 6   | 17:13 | 1,30  | 7:5    |
| 3.  | SV 07 Bernburg (Sieger Kreisklasse Anhalt)         | 6   | 9:11  | 0,81  | 6:6    |
| 4.  | Stendaler BuTC (Sieger Kreisklasse Altmark)        | 6   | 15:19 | 0,79  | 3:9    |